# Личинкоїд острівний
Личинкоїд острівний (Pericrocotus tegimae) — вид горобцеподібних птахів родини личинкоїдових (Campephagidae). Ендемік Японії. Раніше вважався підвидом сірого личинкоїда.

## Опис
Довжина птаха становить 18-21 см, враховуючи довгий хвіст. Голова і верхня частина тіла темно-сірі, лоб білий, на крилах білі плями. Від дзьоба до очей ідуть чорні смуги. Нижня частина тіла і бічні сторони шиї білі, груди сіруваті. Дзьоб відносно короткий, чорний, на кінці гачкуватий, очі чорні.

## Поширення і екологія
Острівні личинкоїди раніше були ендеміками островів Рюкю, однак у 1970-х роках вони заселили також південь Кюсю, а з 2010-тих років вони спостерігаються на всьому Кюсю, а також на Сікоку і на заході Хонсю. Науковці припускають, що розширення ареалу острівного личинкоїда трапилось внаслідок зниження чисельності спорідненого сірого личинкоїда.
Острівні личинкоїди живуть в хвойних і мішаних вічнозелених лісах, на кедрових плантаціях, в парках і садах. Зустрічаються на висоті до 1700 м над рівнем моря. Починають гнізитися в березні, гніздо розміщується на висоті до 11,5 м над землею. Острівні личинкоїди ведуть переважно осілий спосіб життя.